# Ящицкий
Ящицкий (бел. Яшчыцкі) — посёлок и железнодорожная станция Ящицы (на линии Жлобин — Калинковичи) в Доброгощанском сельсовете Жлобинского района Гомельской области Белоруссии.

## География

### Расположение
В 32 км на юго-запад от Жлобина, 77 км от Гомеля.

## Гидрография
На востоке республиканский ландшафтный заказник «Выдрица».

## Транспортная сеть
Транспортные связи по просёлочной, а затем автомобильной дороге Доброгоща — Жлобин. Планировка состоит из прямолинейной улицы, ориентированной с юго-запада на северо-восток (вдоль железной дороги) и застроенной односторонне деревянными усадьбами.

## История
Основание посёлка связано со сдачей в эксплуатацию в 1915 году железной дороги Жлобин — Калинковичи и открытием железнодорожной станции. Постепенно около станции образовался посёлок, название которого было утверждено Указом Президиума Верховного Совета БССР от 21 января 1964 года. В составе совхоза «Мормаль» (центр — деревня Доброгоща).

## Население

### Численность
- 2004 год — 15 хозяйств, 32 жителя.

### Динамика
- 2004 год — 15 хозяйств, 32 жителя.